# Cronógrafo balístico
Un cronógrafo balístico o cronógrafo para armas es un instrumento de medición usado para medir la velocidad de un proyectil en vuelo, normalmente la velocidad de salida de un proyectil disparado con un arma de fuego . El cronógrafo suele ser útil para determinar la trayectoria y energía de un proyectil o la seguridad de proyectiles no letales disparados desde elementos como una carabina de paintball o de aire comprimido.

## Historia
Benjamin Robins (1707-1751) inventó el péndulo balístico que mide el impulso del proyectil disparado de un arma . Al dividir el impulso por la masa del proyectil se obtiene la velocidad . Robbins publicó sus resultados como Nuevos principios de artillería en 1742.   El péndulo balístico sólo puede realizar una medición cada vez que el arma se dispara, ya que el dispositivo atrapa el proyectil.  La precisión del arma también limitó la distancia a la que se podía realizar la medición. 
En 1804, Grobert, un coronel del ejército francés, creó uno de los primeros cronógrafos que mide la velocidad. Este utiliza un eje que gira rápidamente con dos discos montados a unos 13 pies de distancia. La bala se dispara paralela al eje y el desplazamiento angular de los agujeros en los dos discos, junto con la velocidad de rotación del eje, determinan la velocidad de la bala. 

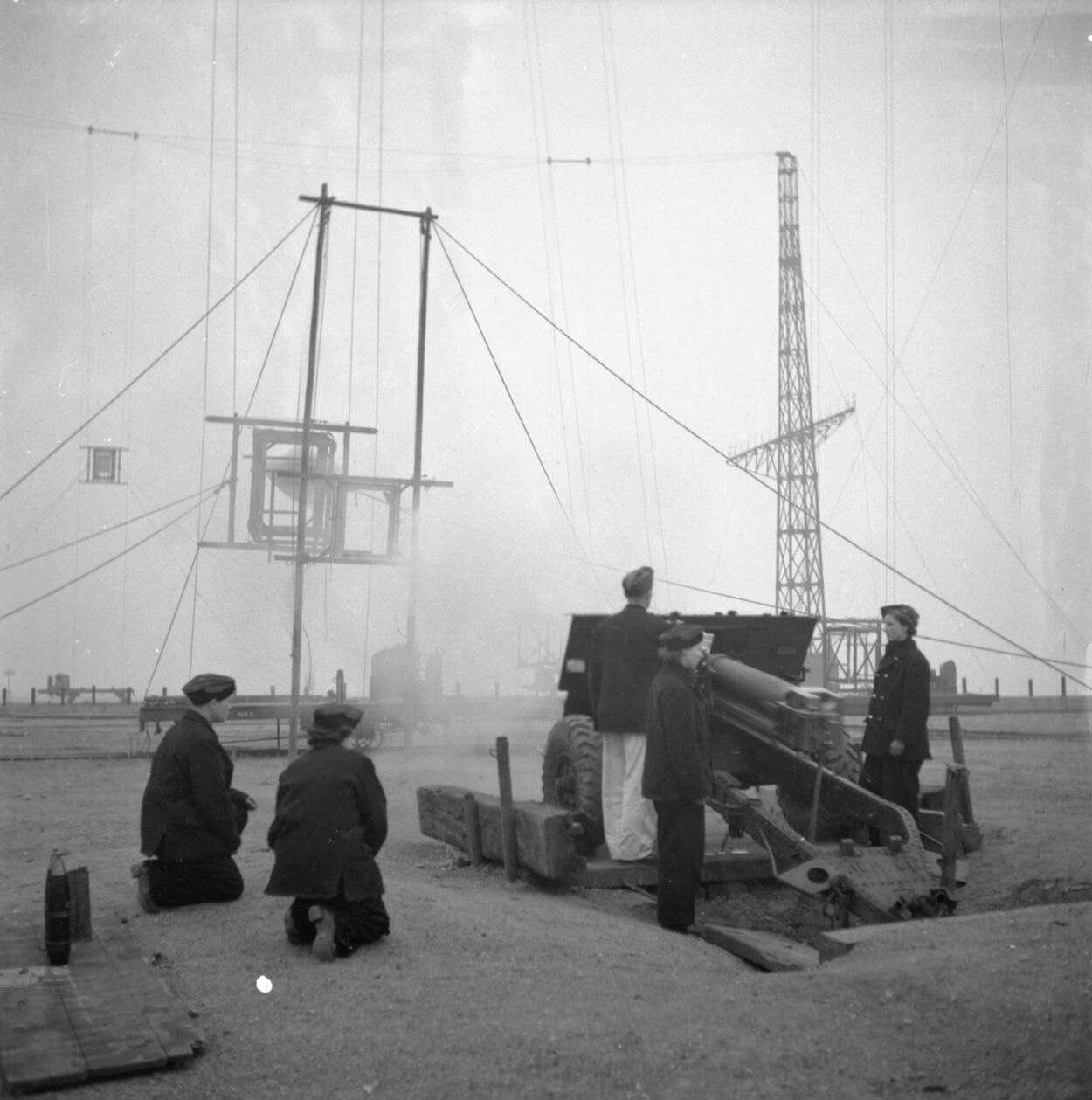
Se mide la velocidad de los proyectiles Ordnance QF de 25 libras en el Reino Unido, 1943

## Cronógrafo moderno
El cronógrafo moderno consta de dos áreas de detección enmarcadas por varillas tapadas por pantallas difusoras o de iluminación artificial dispuestas hacia arriba (o hacia abajo) junto con sensores ópticos que detectan el paso del proyectil. El tiempo que tarda el proyectil en recorrer la distancia entre ambos sensores es medida electrónicamente. permitiendo calcular la velocidad, que se muestra en una pantalla eléctrica.
Los cronógrafos balísticos avanzados emplean un radar Doppler para medir la velocidad de las balas en vuelo libre a diferentes distancias; otro tipo de cronógrafo avanzado consiste en un dispositivo montado en el extremo de un cañón, que utiliza sensores de campo magnético para medir la velocidad de salida del proyectil cuando sale de la boca del cañón. 